# Madison (película)
Madison es una película de drama deportivo estadounidense de 2001 dirigida por William Bindley, sobre las carreras de hidroaviones de APBA en la década de 1970 que se basa en una historia real. Está protagonizada por Jim Caviezel como un piloto que sale de su retiro para liderar el equipo de carreras de propiedad de la comunidad de Madison, Indiana.

## Sinopsis
Madison, Indiana, 1971. El puerto fluvial de Ohio está en pleno declive económico, su último orgullo y obsesión es su barco a motor exclusivo de la ciudad, aunque la vieja donación de un millonario hace décadas nunca se acerca a una victoria. Con su adorado hijo Mike como el fanático más devoto, el reparador de aire acondicionado Jim McCormick, que tuvo que dejar de pilotarlo después de un accidente casi fatal, dedica todo su tiempo 'libre' a él, rechazando oportunidades profesionales ya que eso significaría mudarse, como sugiere su esposa. Las cosas llegan a su clímax cuando se da cuenta de que la ciudad será eliminada del circuito nacional de carreras o será la sede de la Copa de Oro, lo que requerirá una recaudación de fondos de $ 50,000.

## Reparto
- Jim Caviezel como Jim McCormick
- Jake Lloyd como Mike McCormick
- Mary McCormack como Bonnie McCormick
- Bruce Dern como Harry Volpi
- Paul Dooley como el alcalde Don Vaughn
- Brent Briscoe como Tony Steinhardt
- Mark Fauser como Travis
- Reed Diamond como Skip Naughton
- Frank Knapp Jr. como Bobby Humphrey
- Chelcie Ross como Roger Epperson
- Jim Hendrick como él mismo
- John Mellencamp como Narrador (adulto Mike McCormick)
- Brie Larson como Racing Girl 2
- Carl Amari como Jake el banquero
- Troy Waters como él mismo

## Lanzamiento retrasado
Filmada en 2000 y completando la postproducción en 2001, Madison fue seleccionada para ser la película de apertura en el Festival de Cine de Sundance de 2001. Tocando con una ovación de pie en Sundance, la película fue recogida para su distribución por una empresa que quebró, lo que desafortunadamente paralizó el lanzamiento. El 22 de abril de 2005, MGM lo estrenó en todo el mundo, convirtiéndose en la última película lanzada por MGM como compañía independiente.

## Recepción
El sitio web de agregación de reseñas Rotten Tomatoes informó una calificación de aprobación del 30% con una calificación promedio de 4.50 / 10 basada en 33 reseñas. El consenso del sitio web llama a la película, «Un drama deportivo predecible y de mano dura». Metacritic asignó un puntaje de 43 sobre 100, basado en 15 críticos, indicando «críticas mixtas o promedio».